# Handewitt
Handewitt (danska: Hanved) är en kommun och ort i Kreis Schleswig-Flensburg i förbundslandet Schleswig-Holstein i Tyskland. Handewitt ligger nära gränsen till Danmark några kilometer väster om Flensburg. Motorvägen A7 mellan Hamburg och Danmark passerar Handewitt. Av denna orsak ligger Scandinavian Park i anslutning till motorvägen. Där bedrivs gränshandel.